# Lanhedgea
Lanhedgea é um género botânico pertencente à família Brassicaceae.